# Kamienica przy ulicy Nowy Świat 23 w Warszawie
Kamienica przy ulicy Nowy Świat 23 – socrealistyczno-klasycyzująca kamienica znajdująca się przy ulicy Nowy Świat 23 w Warszawie.

## Opis
Na miejscu tej posesji w 1784 roku stał dworek Macieja Żebrowskiego. W 1819 roku budowano tu kamienicę Czarneckiego. W połowie XIX wieku właścicielem nieruchomości był Jan Kowalski, później m.in. od lat 70. do co najmniej 1913 roku – Józef Turowski. Na początku XX wieku w piętrowej kamienicy stojącej na miejscu dzisiejszego budynku znajdowała się restauracja-bar „Trocadero”.
Przed 1923 roku budynek ten – wraz z sąsiednią kamienicą (Nowy Świat 25) – przeszedł na własność Instytutu Wydawniczego „Biblioteka Polska” (założonego przez Władysława Augusta Kościelskiego) i odtąd losy obu posesji są splątane. Budynek został rozebrany i w jego miejscu wybudowano gmach siedziby wydawnictwa i luksusowej księgarni „Biblioteki Polskiej” na parterze, według projektu Juliusza Nagórskiego. 
Budynek miał 2 kondygnacje, jednak był wyższy niż sąsiednie 3-piętrowe budynki. Trzy ogromne portale wejściowe rozdzielone czterema kolumnami jońskimi zajmowały całą szerokość kamienicy. Na wysokości pierwszego piętra – jeszcze większe 3 okna rozdzielony 8 kolumnami. Budynek był zwieńczony ogromnym gzymsem. Już w 1926 roku budynek należał do Luciany Gawrońskiej-Frassati, jednak księgarnia przetrwała tu do 1933 roku i dopiero wtedy została przeniesiona do znacznie mniejszego lokalu w sąsiednim budynku (ul. Nowy Świat 25).
Po 1929 roku na zapleczu kamienicy (oraz sąsiedniej nr 25) zbudowano budynek pasażu „Italia”, a wnętrza księgarni zmieniono w kawiarnię o tej samej nazwie.
Kamienica została odbudowana w 1952 roku. Obecnie jest to trzykondygnacyjny budynek o fasadzie w socrealistyczno-klasycyzującej formie. Przez wiele lat na parterze mieściła się Galeria „Nowy Świat” prowadzona przez pierwszą marszand w powojennej Polsce Lucynę Kubicę (1916–2006), obecnie cały parter zajmuje hinduska restauracja „Buddha”.
Pasaż „Italia” został wpisany do ewidencji zabytków w 2007 roku w rejestrze B pod numerem 1077.